# Bibble
Bibble war eine Software zur Konvertierung, Optimierung und Verwaltung von Digitalfotos, darunter auch RAW-Daten, die unter anderem von digitalen Spiegelreflexkameras (DSLR) erzeugt werden. Die Software bot Werkzeuge zur Verwaltung großer Bild-Dateibestände und deren Bearbeitung, den Ausdruck und die Präsentation im Internet. Mit der Programmversion 5.2.3 wurde die Entwicklung von Bibble eingestellt, nachdem der Hersteller Bibble Labs 2011 von Corel gekauft wurde und die Unternehmensangehörigen fortan Corel-Produkte basierend auf Bibble-Technologie entwickeln, darunter Corel AfterShot Pro.

## Versionen
Bibble wurde in zwei Editionen (Pro und Lite) zu unterschiedlichen Preisen angeboten.

## Unterstützte Dateiformate
Bibble unterstützte den Datenimport der Grafikformate JPG und TIFF sowie die RAW-Datenformate von 221 Kameramodellen von 11 Kameraherstellern.

## Besonderheiten
Das Programm arbeitet, wie alle RAW-Konverter, nicht-destruktiv, das heißt, es wird nie die Originaldatei verändert, sondern alle Änderungen werden getrennt von der ursprünglichen Datei in einer Datenbank oder einer zusätzlichen XMP-Metadatei gespeichert.
Erst bei der Konvertierung (Export) in JPEG oder TIFF werden die Änderungen wirksam.
Das Programm nutzt alle vorhandenen CPUs zur Berechnung und ist daher sehr schnell bei der Konvertierung von RAW-Dateien.
Bibble hat eine Plugin-Architektur und Bibble Labs bietet interessierten Entwicklern Zugriff zum SDK.